# Bergtupajas
Die Bergtupajas (Dendrogale) sind eine Säugetiergattung aus der Familie der Spitzhörnchen (Tupaiidae) mit zwei Arten:
- das Nördliche Bergspitzhörnchen oder Mausspitzhörnchen (D. murina), das im östlichen Thailand, Kambodscha und dem südlichen Vietnam lebt, sowie
- das Borneo-Bergspitzhörnchen (D. melanura), das auf Borneo endemisch ist.

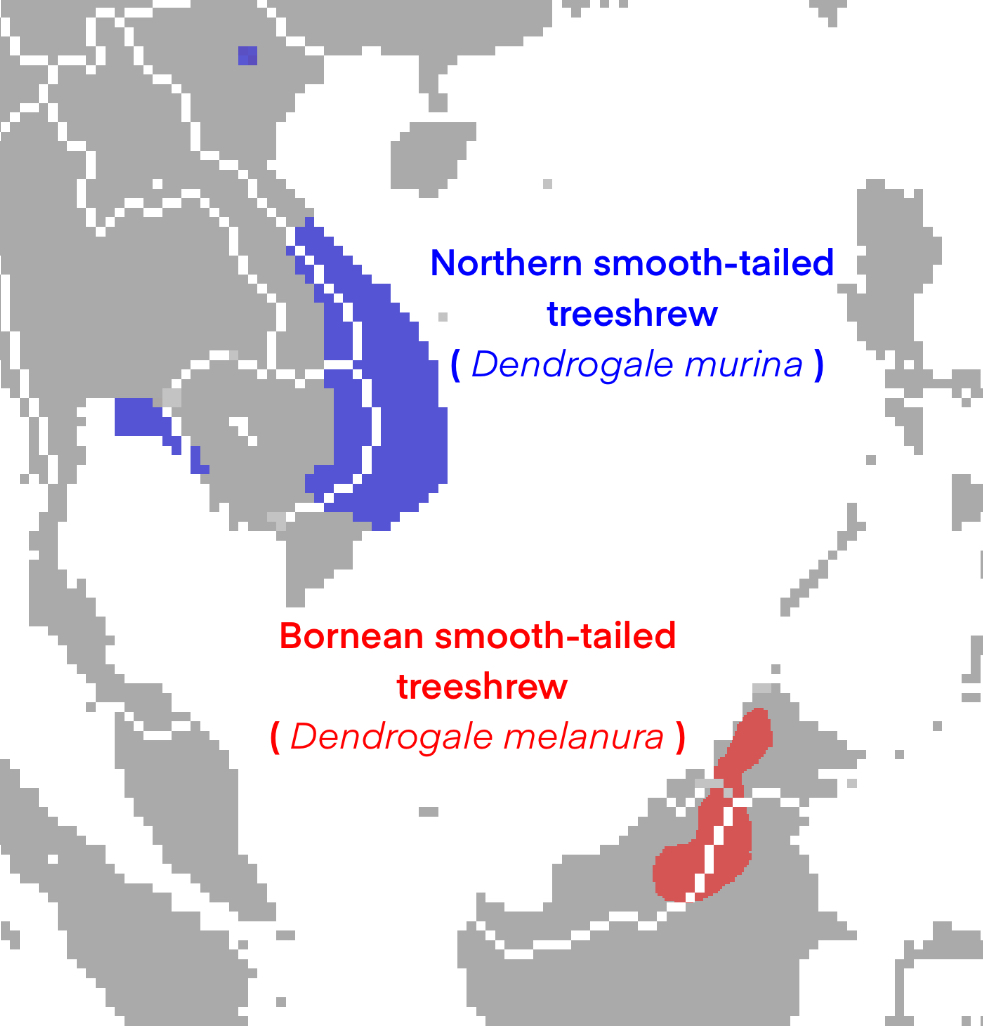
Die Verbreitungsgebiete der zwei Bergtupajaarten

Mit zehn bis 15 Zentimetern Körperlänge und 35 bis 55 Gramm Gewicht sind die Bergtupajas die kleinsten Spitzhörnchen. Ihre Oberseite ist schwarz oder braun gefärbt, die Unterseite ist heller. Beim Nördlichen Bergtupaja sind außerdem schwarz-weiße Gesichtszeichnungen vorhanden. Von den anderen Spitzhörnchenarten unterscheiden sie sich vor allem in ihrem Schwanz, der gleichmäßig mit kurzen, glatten Haaren bedeckt ist.
Ihr Lebensraum sind Wälder in einer Seehöhe von bis zu 1500 Meter. Sie sind tagaktive Baumbewohner, die auf den unteren Zweigen der Bäume und Büsche auf der Suche nach Nahrung, vorwiegend Insekten, aber auch Früchte.
Bergtupajas bringen meist zwei Jungtiere zur Welt, die bei der Geburt nur 6 Gramm schwer nackt und völlig hilflos sind. Vermutlich werden auch die Jungen dieser Gattung nur selten gesäugt. Durch die fettreiche Milch wachsen sie aber sehr schnell und werden schon nach einem Monat entwöhnt und sind nach zwei Monaten geschlechtsreif.
Das Borneo-Bergtupaja wird von der IUCN aufgrund des Verlustes des Lebensraumes als gefährdet gelistet, das Nördliche Bergtupaja gilt als häufig und nicht bedroht.